# Augusto Pestana (ort)
Augusto Pestana är en ort i Brasilien.   Den ligger i kommunen Augusto Pestana och delstaten Rio Grande do Sul, i den södra delen av landet, 1 500 km söder om huvudstaden Brasília. Augusto Pestana ligger 384 meter över havet och antalet invånare är 7 273.
Terrängen runt Augusto Pestana är huvudsakligen platt. Augusto Pestana ligger uppe på en höjd. Närmaste större samhälle är Ijuí, 16,2 km nordost om Augusto Pestana.
Trakten runt Augusto Pestana består till största delen av jordbruksmark. Runt Augusto Pestana är det glesbefolkat, med 12 invånare per kvadratkilometer.